# Кириченко, Фёдор Григорьевич
Фёдор Григо́рьевич Кириче́нко (1904—1988) — украинский советский селекционер. Герой Социалистического Труда (1958). Академик ВАСХНИЛ (1956).

## Биография
Родился 1 марта (17 февраля по старому стилю) 1904 года в селе Владиславка (ныне Мироновский район, Киевская область, Украина).
Член ВКП(б) с 1929 года.
В 1928 году окончил Масловский институт селекции и семеноводства имени К. А. Тимирязева (с. Масловка, Киевская область). С 1932 года — во ВСГИ (Одесса) заведующий отделом селекции и семеноводства пшеницы (1932—1941, 1944—1954 и с 1959 года), а также его директор (1954—1959). Академик ВАСХНИЛ (1956).
Под руководством и при его участии в институте выведено 5 высокоурожайных зимостойких и засухоустойчивых сортов озимой мягкой пшеницы степного экотипа. Ф. Г. Кириченко впервые в истории степного земледелия создал озимую твёрдую пшеницу (сорта Мичуринка, Новомичуринка, Одесская юбилейная), которая дает 35−45 ц с 1 га.

## Награды и премии
- Герой Социалистического Труда (1958)
- три ордена Ленина (1958, 1962, 1984)
- орден Октябрьской революции (1971)
- три ордена Трудового Красного Знамени (1954, 1966, 1974)
- орден «Знак Почёта» (1950)
- шесть медалей СССР и ВСХВ
- Ленинская премия (1959) — за разработку методов селекции, создание и широкое внедрение в колхозно-совхозное производство зимостойких и урожайных сортов озимой пшеницы, обладающих высокими мукомольными и хлебопекарными качествами
- Сталинская премия второй степени (1949) — за размножение и внедрение производство высокоурожайного засухоустойчивого сорта озимой пшеницы «Одесский № 3» и ярового ячменя «Одесский № 9» и «Одесский № 14»
- Государственная премия СССР (1962)
- Заслуженный деятель науки УССР (1979)
- Почётный член Чехословацкой академии сельскохозяйственных наук (1961).

## Труды
Ф. Г. Кириченко опубликовано более 200 научных трудов, в том числе 13 книг и брошюр. Ряд трудов опубликован за рубежом.
Некоторые труды:
- «Методы выведения сортов озимой мягкой и твердой пшеницы для степей Украины», Москва, 1967;
- «Озимые сильные пшеницы», Киев, 1967;
- «Засухоустойчивость озимой пшеницы», Москва, 1975.